# فيل أوستن
فيليب باين أوستن (6 أبريل 1941-18 يونيو 2015) كان فنانًا كوميديًا وكاتبًا أمريكيًا، اشتهر بأنه عضو في مسرح فايرزاين.